# Diecezja Potosí
Diecezja Potosí (łac. Dioecesis Potosiensis in Bolivia) – katolicka diecezja w Boliwii. Została erygowana 11 listopada 1924 roku.

## Ordynariusze
- Cleto Loayza Gumiel (1924–1968)
- Bernardo Leonardo Fey Schneider CSsR (1968–1983)
- Edmundo Abastoflor Montero (1984–1996)
- Walter Pérez Villamonte (1998–2009)
- Ricardo Ernesto Centellas Guzmán (2009–2020)
- Nicolás Renán Aguilera Arroyo (od 2021)